# Iguana cubana
La iguana cubana (Cyclura nubila) és una espècie de sauròpsid (rèptil) escatós de la família Iguanidae endèmica del Carib occidental.

## Subespècies
Existeixen dues subespècies:
- Cyclura nubila nubila - Cuba i illes satèl·lits
- Cyclura nubila caymanensis - illes Caiman